# Haania simplex
Haania simplex es una especie de mantis de la familia Thespidae.

## Distribución geográfica
Se encuentra en Sulawesi (Indonesia).